# دیکوتومی
دیکوتومی بیانگر ساختاری است که در آن  که اجزا به دو بخش تقسیم می‌شوند. این دو بخش در مقابل یکدیگر و در عین حال تکمیل کننده یکدیگر نیز هستند.
دیکوتومی به معنای واقعی کلمه به معنی "دوبخش" (یونانی διχότομος dichótomos "نصف شده", "در نیمه قطع" و "شکاف" از δίχα dícha "جدا" و "جدا" و τέμνειν témnein "بریدن"). این صفت دوبخش یا دوبخشی را توضیح میدهد. زمانی صحبت از متود دیکوتومی به میان می آید که قرار باشد چیزی به دو قسمت یا دو گروه تبدیل شود
این واژه در سخنرانی پروفسور هرمان هاکن برای دوگانه دانستن پایداری و تطبیق پذیری به کار برده شد.